# 栗原葉子
栗原 葉子（くりはら ようこ）は日本の画家。夫は歴史学者の栗原弘。

## プロフィール
同志社大学美学芸術学卒。同大学大学院西洋史入学。1986年より女性学講座の企画運営に関わるかたわら、執筆および講演活動を行う。1994年大学研究員として韓国に1年間留学。帰国後よりエッセイを手掛ける。1996年より同志社女子大学講師などを経て、2000年名古屋大学大学院国際言語文化研究科に入学。2003年博士号取得。2004年2月 名古屋大学　文学博士　論文の題は「羽仁吉一に見る「家庭」思想の創成 : 日本近代精神史の一軌跡として」。 
以後、研究者から転身し、画業に専心している。大阪労働者美術展、「猫好きによる猫好きのための猫展」（銀座ギャラリー・ミハラヤ）、「スケッチ工房小田グループ展」（けいはんなプラザホテル）、「ピースアート展」（奈良国際セミナーハウス）等に出展他、2005年より毎年個展を開催している。

## 著書
- 『ママボーイの韓国』（亜紀書房）
- 『伴侶　高群逸枝を愛した男』（平凡社）
- 翻訳『日本語は女をどう表現してきたか』（ベネッセコーポレーション）
- 校訂『日本古代婚姻例集』（高科書店）
- 「歌の中の母親像」『日本のフェミニズム 第7巻 表現とメディア』所収（岩波書店）
- 「ママボーイとオモニ」『96年度ベストエッセイ 父と母の昔話』(文芸春秋社）所収ほか。
- 『ふたつの翼』（私家版　画文集）2008年　（デジタル工房）
- 『風の音』（私家版　画文集）2010年　（デジタル工房）